# Bocula inconclusa
Bocula inconclusa là một loài bướm đêm thuộc họ Noctuidae. Nó được tìm thấy ở Borneo và Myanma.